# 70. pehotna divizija (Združeno kraljestvo)
70. pehotna divizija (angleško 70th Infantry Division) je bila pehotna divizija Britanske kopenske vojske, ki je bila dejavna med drugo svetovno vojno.

## Zgodovina
Divizija je bila ustanovljena leta 1939 iz enot, ki so bile nastanjene na Bližnjem vzhodu (Egipt, Palestina, Ciper in Kreta) kot 6. pehotna divizija. 10. oktobra 1941 je bila preimenovana v 70. pehotno divizijo. 
Edina divizijska akcija je bila obramba Tobruka, ko je bila prepeljana po morju in zamenjala avstralsko 9. divizijo.
Po umiku iz Tobruka je bila prepeljana v Aleksandrijo in nato v Indijo, kjer so bile divizijske enote razpršene po Bengalu, Assamu in Biharju za opravljanje notranjo-varnostnih nalog. 
Na prošnjo Orda Wingata po britanskih enotah je vrhovno poveljstvo razbilo divizijo in jo v celoti dodelilo činditom.

## Organizacija
- 14. pehotna brigada
- 16. pehotna brigada
- 23. pehotna brigada
- 45. izvidniški polk